# Гексафосфат натрия
Гексафосфат натрия — неорганическое соединение,
соль натрия и гексафосфорной кислоты с формулой Na6P6O18,
бесцветные кристаллы,
растворяется в воде,
образует кристаллогидраты.

## Получение
- Нагревание дигидрофосфата натрия:

{\displaystyle {\mathsf {6NaH_{2}PO_{4}\ {\xrightarrow {700^{o}C}}\ Na_{6}P_{6}O_{18}+6H_{2}O}}}

## Физические свойства
Гексафосфат натрия образует бесцветные кристаллы.
Растворяется в воде.
Образует кристаллогидрат состава Na6P6O18•6H2O.

## Применение
- В текстильной промышленности для предупреждения образования на тканях кальциевых солей.
- В кожевенном производстве.
- В железнодорожных и промышленных силовых установках для умягчения воды.
- В нефтяной промышленности при бурении скважин.